# Слободян Митрофан Лук'янович
Митрофан Лук'янович Слободян (1918—1984) — полковник Радянської Армії, учасник німецько-радянської війни, Герой Радянського Союзу (1946).

## Біографія
Митрофан Слободян народився 22 листопада 1918 року у селі Пилипи (нині — Красилівська громада Хмельницької області України). Після закінчення шести класів школи та бухгалтерських курсів працював у колгоспі.
У 1939 році М.Слободян був призваний на службу до Робітничо-селянської Червоної Армії. З листопада 1941 року — на фронтах німецько-радянської війни.
До лютого 1945 року гвардії капітан Митрофан Слободян був парторгом 59-го гвардійського кавалерійського полку 17-ї гвардійської кавалерійської дивізії 2-го гвардійського кавалерійського корпусу 1-го Білоруського фронту. Відзначився під час Вісло-Одерської операції. У складі свого полку Слободян брав участь у штурмі потужного укріпленого пункту противника Альт-Прібков. У критичний момент бою він замінив собою вибулого з ладу командира ескадрону та на його чолі успішно виконав бойове завдання. У тих боях противник втратив більш 100 солдатів та офіцерів і велику кількість бойової техніки.
Після закінчення війни Слободян продовжив службу у Радянській Армії. У 1953 році він закінчив Ленінградське піхотне училище.
У 1972 році у званні полковника М. Л. Слободян був звільнений у запас. Проживав та працював в Ризі. Помер 29 жовтня 1984 року.

## Звання та нагороди
15 травня 1946 року гвардії капітану М. Л. Слободяну присвоєно звання Героя Радянського Союзу.
Також нагороджений:
- орденом Леніна
- орденом Червоного Прапора
- орденом Вітчизняної війни І ступеня
- орденом Червоної Зірки
- медалями